# Jonathan Kakou
Jonathan Kakou (* 18. Dezember 1989 in Koumac, Neukaledonien) ist ein Fußballspieler.

## Karriere

### Verein
Kakou startete seine Karriere beim Main Noire Yiobarama und wechselte im Sommer 2008 zu AS Lössi.  Im Frühjahr 2011 verließ er Lössi und wechselte zum Ligarivalen AS Magenta Nouméa.

### Nationalmannschaft
Kakou spielt seit 2008 für die Neukaledonische Fußballnationalmannschaft. Im Mai 2012 wurde sie für die Fußball-Ozeanienmeisterschaft 2012 nominiert und wurde mit ihrem Heimatland den 2. Platz beim OFC Nations Cup.